# Gmelin baza podataka
Gmelin baza podataka je velika baza podataka organometalnih i neorganskih jedinjenja. Ona je bazirana na nemačkoj publikaciji Gmelinov priručnik neorganske hemije čije prvo izdanje je napisao Leopold Gmelin 1887, i trenutno sadrži oko 1,5 miliona jedinjenja i 1,3 miliona reakcija. Ona sadrži svako jedinjenje i reakciju objavljenu od 1772. godine do danas. Održava je Elsevier MDL.
Ona je neorganski pandan Bajlštajnove baze podataka, koja sadrži organska jedinjenja i reakcije. Obe baze podataka su deo Reaxys sistema.

## Literatura
1. ↑  „Gmelin Database Description”. Архивирано из оригинала 11. 12. 2011. г. Приступљено 26. 11. 2011.
2. ↑  „Reaxys system”. Архивирано из оригинала 16. 08. 2011. г. Приступљено 26. 11. 2011.

## Spoljašnje veze
- Gmelin baza podataka
- Uputstva za pretragu